# 하필원
하필원(河弼源, 1900년 ~ 미상)은 일제강점기에 활약했던 공산주의계열 독립운동가이다. 안광천과 함께 제3차 조선공산당 창당에 주도적인 역할을 하였으며, 이 당의 중앙위원회 위원을 지냈다. 호는 동광(東光)이다.

## 생애
경상남도 하동 출신으로, 동경으로 유학하여 와세다대학 정치경제과를 졸업하였다. 이 시기에 공산주의 단체인 일월회(日月會)의 일원이 되었으며, 간부로 활동하였다. 1926년 8월에 한반도로 들어와 공산주의 단체인 정우회(正友會)의 일원이 되었다. 1926년 11월 3일 안광천(安光泉)이 〈정우회 선언〉을 통하여 통일전선 노선을 발표하고 일월회를 해체하였을 때, 하필원은 이 노선에 합류하였다. 그러나, 정우회에서 적지 않은 세력을 보유하고 있던 계파는 통일전선을 거부하고 있던 화요회(火曜會)였기에 정우회 내 분열 조짐이 일어나게 되었다. 〈정우회 선언〉를 지지하는 공산주의자들을 중심으로 제3차 조선공산당이 창당되었는데 이 당의 창당은 과거 일월회 성원들이 중심이 되었기에 소위 ‘엠엘파 조선공산당’이라고 불린다. 이때 하필원은 제3차 조선공산당에 입당하였다.
1926년 12월 조선공산당 제2차 당대회에서 중앙위원회 위원으로 선출되었다. 1927년 1월에는 제3차 조선공산당의 청년 조직인 고려공산청년회의 책임비서가 되었다. 1927년 8월 당 기관지인 조선지광(朝鮮之光)의 편집위원이 되었는데, 이 시기에 고려공산청년회 책임비서 자리에서 사임하였다.
1928년 2월 일본 경찰의 탄압으로 제3차 조선공산당 사건이 일어난다. 이때 하필원은 일본 경찰에게 체포되었고, 경성지법에서 징역 6년형을 선고받는다. 석방 후 여러 공산주의 단체를 전전하며 주로 엠엘파로 활동하였다.
1945년 9월 6일 여운형(呂運亨)이 주도하는 조선인민공화국의 중앙인민위원회 경제부장이 되었다. 같은 해 9월 8일에는 조선공산당재건위원회와 장안파 조선공산당 세력의 통합 논의를 위한 ‘계동 열성자대회’에 참가하였다. 1946년 2월 좌익 세력 통합을 위한 민주주의민족전선 결성대회에 참가하였다. 화요회 출신인 박헌영(朴憲永)과 내내 갈등을 빚었으며, 1946년 11월에 조선공산당·조선인민당·조선신민당 3당 합당에 거부하였고, 여운형의 독자 세력인 사회노동당에 입당하여 당중앙위원회 위원이 되었다. 그러나 1947년 1월 북조선로동당의 종파주의 비판이 이어지자, 사회노동당에서 탈당하고 남조선로동당에 입당하였다. 1948년 8월 황해도 해주에서 열린 남조선인민대표자대회에서 최고인민회의 대의원에 선출되었다.

## 같이 보기
- 엠엘파